# Корчинський Орест Мирославович
Корчинський Орест Мирославович (нар. 23 листопада 1952, Львів) — український археолог.

## Біографія
Навчався спочатку в СШ № 57, згодом — в СШ № 87 м. Львова, яку закінчив у 1970 році. У 1972—1977 роках навчався на історичному факультеті Львівського державного університету ім. Івана Франка. Під час навчання брав активну  участь у роботі археологічних експедицій факультету під керівництвом д-ра історичних наук професора М. Пелещишина. В 1977—1978 роках викладав курс історії та суспільствознавства у восьмилітній школі с. Отиневичі Жидачівського р-ну Львівської обл. У 1978—1980 роках працював на посаді наукового співробітника Відділу історії первісного суспільства Львівського історичного музею. У 1980—1985 роках став завідувачем фотолабораторії Інституту суспільних наук АН УРСР. У 1980—1985 роках брав участь і очолював археологічні експедиції Відділу археології ІСН АН УРСР. У 1980 році розпочав археологічні дослідження на городищах Львівщини, котрі продовжив у наступні роки. В результаті відкрив та уточнив відомості про 17 городищ.
У 1997 році Орест Корчинський захистив дисертацію на тему «Городища IX—XIV ст. в басейні Верхнього Подністров'я» і здобув вчений ступінь кандидата історичних наук. Робота написана на матеріалах, здобутих Орестом Корчинським переважно під час археологічних досліджень.
За підсумками багатолітніх досліджень археолог написав понад сотню наукових праць. Більшість із них опублікована, а решту становлять наукові звіти. Орест Корчинський читав лекції у вузах Республік Польща та Хорватія. Він — учасник та керівник Міжнародних археологічних експедицій (1997—1998, РП).
2012 року Орест Корчинський створив ГО «Інститут наукових досліджень Стільського городища та його довкілля», яке проводить широку пам'яткоохоронну роботу, археологічне та історико-культурне вивчення унікальних пам'яток Заповідника, і також популяризує здобутки в царині археології. З жовтня 2015 року виконує обов'язки директора КЗ ЛОР «Адміністрація історико-культурного заповідника „Стільське городище“».